# Chlorodifluorométhane
Le chlorodifluorométhane, CHClF2 ou R22 selon la liste de réfrigérants, est un hydrochlorofluorocarbure (HCFC). Il est aussi connu sous les appellations HCFC-22, R22, ou fréon 22, et est utilisé généralement dans des applications de climatisation. Le chlorodifluorométhane a été employé la première fois comme alternative au R11 et R12. Son potentiel de déplétion ozonique est de 0,05, et figure parmi les plus bas pour les halogénoalcanes contenant du chlore. Toutefois, ce gaz pose un problème vis-à-vis du réchauffement climatique, puisqu'il a un potentiel de réchauffement global (ou PRG) 1 810 fois supérieur à celui du CO2 (tandis que le R23, sous-produit du R22, a un PRG de 14 800).

## Désignation du R22CHClF2
- La lettre R signifie « réfrigérant »
- Le chiffre des milliers indique le nombre de liaisons insaturées (doubles liaisons)
- Le chiffre des centaines représente le nombre d'atomes de carbone -1
- Le chiffre des dizaines représente le nombre d'atomes d'hydrogène +1
- Le chiffre des unités représente le nombre d'atomes de fluor dans la molécule

- Démonstration :
  - pas de liaisons insaturées (pas de doubles liaisons) = 0
  - nombre d'atomes de carbone moins un 1-1⇒ 0
  - nombre d'atomes d'hydrogène plus un 1+1⇒ 2
  - nombre d'atomes de fluor 2⇒2
  - résultat : R0022 ; les zéros sont souvent omis : on écrit donc R22.

- Caractéristiques
  - Incolore
  - Ininflammable
  - Odeur légèrement éthérée

## Réglementation
Le R22 est réglementé par le protocole de Montréal, qui prévoit l'arrêt de toute consommation de HCFC dans les pays développés en 2020, et dans les pays en développement en 2040. Il est envisagé d'accélérer ces échéances, étant donné le très fort développement des HCFC, et leur très haute contribution au réchauffement climatique. En l'absence de nouvelle mesure contraignante, il est ainsi prévu que, d'ici 2015, les émissions de HCFC et de HFC représentent le double des gains engendrés en 2012 par l'application du protocole de Kyoto. De plus, l'augmentation de la demande mondiale en climatiseurs justifie la construction de nouvelles usines de production du R22, notamment en Chine, et ces nouvelles usines consomment des quantités importantes de crédits apportés par le mécanisme de développement propre prévu par le protocole de Kyoto : en effet, détruire le R23 au sein même de l'usine de production de R22 ne coûte que 0,20 US $ par tonne, pour 14 800 tonnes d'équivalent CO2 .
Le R22 est interdit au sein de l'Union européenne en ce qui concerne son utilisation dans les appareils neufs depuis le 30 juin 2004. Il est encore toléré, en maintenance, sur les appareils anciens jusqu'au 1er janvier 2015. On le remplace par des réfrigérants plus respectueux de l'environnement tels que R410A (un mélange zéotropique de difluorométhane et de pentafluoroéthane), R134a (1,1,1,2-tétrafluroéthane) ou R407C.

## Applications industrielles
Principales applications du chlorodifluorométhane avant l'interdiction d'emploi (janvier 2015) :
- Agent réfrigérant pour les installations frigorifiques
- Agent réfrigérant dans les systèmes de conditionnement d'air
- Agent de soufflage pour le polystyrène extrudé (XPS)
- Composant de mélanges stérilisant

- Le R22 sera bientôt remplacé[7]. En France, la fabrication de matériel l'utilisant est interdite depuis le 1er janvier 2004 et les appareils ne reçoivent plus le label Promotelec depuis le 1er janvier 2005.
- Depuis le 1er janvier 2010, le R22 neuf est interdit à la vente en France. Cependant, il est possible de se fournir en R22 « régénéré » ou d'utiliser du R22 « recyclé » sous certaines conditions liées à l'application du règlement européen 1005-2009
- Pour son remplacement, il a été mis au point le R407C (HFC). Ce dernier présente une relation « pression-température » semblable au R22 (et pour cause, il est courant de rencontrer des détendeurs R22/R407C) mais avec une enthalpie moins intéressante que ce dernier. Donc avec un rendement énergétique global moindre. Le R407C aura donc été le fluide de substitution du R22.

Afin de proposer un réfrigérant capable de remplacer le R22 tout en conservant le même rendement, il a été ensuite mis au point des systèmes fonctionnant au R410A. C'est ce dernier qui sera retenu majoritairement là ou jadis le R22 aurait été utilisé.

## Propriétés
- Masse molaire
  - Poids moléculaire : 86,48 g·mol-1

- Phase liquide
  - Masse volumique de la phase liquide (1,013 bar au point d'ébullition) : 1 413 kg·m-3
  - Équivalent gaz/liquide (1,013 bar et 15 °C) : 385 vol/vol
  - Point d'ébullition (1,013 bar) : −40,8 °C
  - Chaleur latente de vaporisation (1,013 bar au point d'ébullition) : 233,95 kJ/kg

- Point critique
  - Température critique : 96 °C
  - Pression critique : 49,36 bar

- Phase gazeuse
  - Masse volumique du gaz (1,013 bar au point d'ébullition) : 4,706 kg·m-3
  - Masse volumique de la phase gazeuse (1,013 bar et 15 °C) : 3,66 kg·m-3
  - Facteur de compressibilité (Z) (1,013 bar et 15 °C) : 0,9831
  - Masse volumique (air = 1) (1,013 bar et 21 °C) : 3,08
  - Volume spécifique (1,013 bar et 21 °C) : 0,275 m3·kg-1
  - Chaleur spécifique à pression constante (Cp) (1,013 bar et 30 °C) : 0,057 kJ/(mole.K)
  - Chaleur spécifique à volume constant (Cv) (1,013 bar et 30 °C) : 0,048 kJ/(mole.K)
  - Rapport des chaleurs spécifiques (Gamma : Cp/Cv) (1,013 bar et 30 °C) : 1,178253
  - Viscosité (1,013 bar et 0 °C) : 0,0001256 poise

- Autres données
  - Solubilité dans l'eau (1 bar et 25 °C) : 0,7799 vol/vol
  - ODP (ozone depleting potention) : 0,05
  - GWP (global warming potential) : 1 810